# بيتروس ليوبولد كايزر
بيتروس ليوبولد كايزر (بالألمانية: Peter Leopold Kaiser)‏ هو كاهن كاثوليكي ألماني، ولد في 3 نوفمبر 1788 في مولهايم آم ماين في ألمانيا، وتوفي في 30 ديسمبر 1848 في ماينتس في ألمانيا.